# Mariama Kouyaté
Pour les articles homonymes, voir Kouyaté.
Mariama Kouyaté, née le 16 juin 1988 à Treichville, est une joueuse ivoirienne de basket-ball évoluant au poste d'ailier.

## Carrière
Mariama Kouyaté remporte la médaille d'argent du championnat d'Afrique des 18 ans et moins en 2006.
Elle participe aux championnats d'Afrique 2009, 2011, 2017, 2019 et 2021.
Elle a évolué en club à l'Abidjan Basket Club et au CSA Treichville.

## Famille
Elle est la sœur de la joueuse Kani Kouyaté.